# さつき が てんこもり
さつき が てんこもり（1988年5月12日 - ）は、日本のソングライター、編曲家、DJ。北海道旭川市出身。アニメ、アイドル、CMへの楽曲提供、動画投稿サイトニコニコ動画での活動を行っている。

## 経歴
幼少時代コンピュータゲーム『マリオペイント』のシーケンス機能を用いて作曲を行っていた。2004年にWEBサイトの運営を開始してからは、自作曲の発表や2ちゃんねるニュース速報VIP板でのねとらじ配信等、インターネットを拠点とした活動を展開。2009年からはインターネット・ミームの風刺的なリミックスや、VOCALOIDを用いた楽曲を多数ニコニコ動画にて発表している。これまで私立恵比寿中学、田村ゆかりへの楽曲提供、ザザシティ浜松、ゴーゴーカレーの店舗コマーシャルを担当する等、ジャンルを超え広く活動している。ドワンゴコンテンツのラジオ番組ニコラジへのレギュラー、やまだひさしのラジアンリミテッドF・Wktkの枠に度々出演するなどラジオでの活動も行なっている。ニコニコ動画にて公開された『ネトゲ廃人シュプレヒコール』『ファミマ秋葉原店に入ったらテンションがあがった』は何れも200万再生を記録している。

## ディスコグラフィー

### アルバム
| 発売日        | タイトル                                       | 規格品番     | 収録曲 | 備考                                                                        |
| ------------- | ---------------------------------------------- | ------------ | ------ | --------------------------------------------------------------------------- |
| 2011年9月7日  | ニコ生モラルハザード                           | DGSA-10014   |        | オリコン最高276位 「Hamar/ゆづか姫/みかりん*feat.さつき が てんこもり」名義 |
| 2012年6月27日 | 人畜無害～さつき が てんこもり feat.初音ミク～ | DGSA-10040/B |        | オリコン最高76位                                                            |
| 2014年6月25日 | 身辺整理                                       | SCGA-00003   |        | オリコン最高173位                                                           |

### 配信限定シングル
| 発売日         | タイトル                                                       |
| -------------- | -------------------------------------------------------------- |
| 2014年         | NEXT NEST                                                      |
| 2015年6月12日  | Gohatto Disco                                                  |
| 2018年3月25日  | バーチャルのじゃロリ狐娘Youtuberおじさんのうた                 |
| 2020年7月1日   | Trishoota (feat. 雑魚ちゃん)                                   |
| 2021年10月6日  | 噛み feat.96猫                                                 |
| 2021年11月19日 | 用法容量をおまもりください                                     |
| 2021年11月19日 | 君のハートをチクチクチクチク                                   |
| 2022年8月17日  | ネトゲ廃人シュプレヒコール 2.0.22 patched ver (feat. 初音ミク) |
| 2022年8月17日  | ネトゲ廃人シュプレヒコール / 麻婆豆腐 & さつき が てんこもり   |
| 2022年8月24日  | 透け透けのスケルトン                                           |

### 参加コンピレーション
| 発売日        | タイトル                                                               | 収録曲                                                        |
| ------------- | ---------------------------------------------------------------------- | ------------------------------------------------------------- |
| 2011年1月19日 | EXIT TUNES PRESENTS Vocalonexus feat.初音ミク                          | ネトゲ廃人シュプレヒコール                                    |
| 2011年3月9日  | VOCALO★POPS BEST feat.初音ミク                                         | ネトゲ廃人シュプレヒコール                                    |
| 2011年4月29日 | EXIT TUNES PRESENTS Supernova 5                                        | 回線上のギャングスター                                        |
| 2011年6月22日 | VOCALOID BEST from ニコニコ動画 (あお)                                 | ネトゲ廃人シュプレヒコール                                    |
| 2011年7月20日 | 初音ミク Vision                                                        | お断りします                                                  |
| 2011年12月7日 | ～俺の妹がこんなに可愛いわけがないComplete Collection+～ 俺妹コンプ+ ! | いいえ、トムは妹に対して性的な興奮を覚えています / 田村ゆかり |
| 2012年8月1日  | 初音ミク 5thバースデー ベスト〜impacts〜                               | ネトゲ廃人シュプレヒコール                                    |

## 提供作品
私立恵比寿中学
売れたいエモーション!（作詞・作曲・編曲）
歌え!踊れ!エビーダダ!（作詞・作曲・編曲）
ほぼブラジル（作詞・作曲・編曲）
あたしきっと無限ルーパー （作詞・作曲）
使ってポートフォリオ（作詞・作曲）
金八DANCE MUSIC（編曲）
こりゃめでてぇな（作詞・作曲）
新大陸（作詞・作曲・編曲）
熟女になっても feat. SUSHIBOYS（作詞（SUSHIBOYSと共作)、作曲）
明日もきっと70点 feat.東雲めぐ（作詞・作曲）
エビ中出席番号の歌 その3（編曲）
末広アンテナ
ラブギガヘルツ（作詞・作曲・プロデュース）
初音ミク マジカルミライ2014公式ソング
ネクストネスト（作詞・作曲・プロデュース）
ヴィレッジヴァンガード
皆で歌おう!すぐに歌って騒げるEDM×J-POPカヴァーvol.1 ⑭マル・マル・モリ・モリ!（プロデュース・ミキシング）
maimai
いっしそう電☆舞舞神拳!（作詞・作曲・編曲）さつき が てんこもり feat. YURiCa/花たん名義
チュウニズム
D.E.A.D.L.Y.（作詞・作曲・編曲）さつき が てんこもり feat. YURiCa/花たん名義
バーチャルのじゃロリ狐娘Youtuberおじさん
バーチャルのじゃロリ狐娘Youtuberおじさんのうた（作詞・作曲・編曲）ねこます feat. さつき が てんこもり名義
むすめん。
ON（作詞・作曲）
CANDY TUNE
君もゾンビですか ゾンビですね（作詞・作曲・編曲）